# Studentfoder

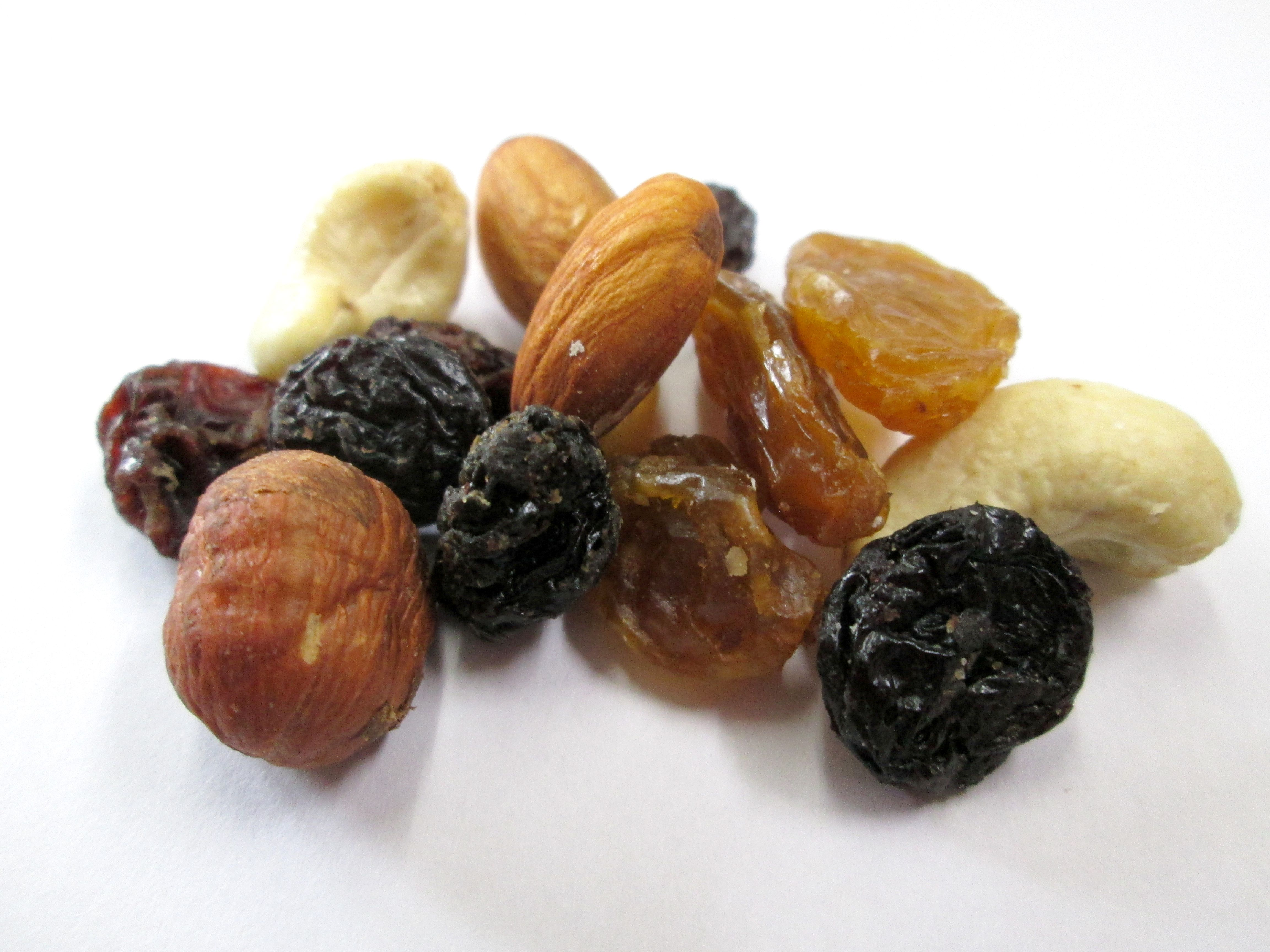
Studentfoder.

Studentfoder (av tyska Studentenfutter) eller studenthavre (danska studenterhavre, lågtyska studentenhaver) avser en blandning av mandel och russin eller en tunn bottenplatta av choklad överströdd med bitar av torkad frukt och nötter.
Namnet antas betyda att godiset ger näring och energi åt hårt pluggande studenter. Namnet introducerades på Conditori Lundagård i Lund i början av 1970-talet.
Blandningen är känd sedan 1600-talet men då ingredienserna var dyra så åts den  endast av studenter från förmögna familjer.
Ordet studenthavre har använts i svenska sedan 1837 eller 1838.
Andra ord som betecknar liknande godis är hajkgodis och jägarsnus.